# Manoel Inácio de Souza
Manuel Ignácio de Sousa, (Baús, 1876 — Campo Grande, 1943) foi um político brasileiro, prefeito de Campo Grande, capital do estado de Mato Grosso do Sul, de 1º de janeiro de 1904 até 1º de janeiro de 1909, constituindo-se a primeira administração mais duradoura e estável.
Filho do português José Ignácio de Sousa, chegou a Campo Grande ainda muito jovem, por volta de 1890, acompanhando seus irmãos e sua mãe Maria Angélica de Freitas, já viúva, que  mais tarde viria a se consorciar com o também viúvo, José Alves Taveira, união essa que veio a lhe render o cognome de Manuel Taveira, como ficou mais conhecido.
De família muito pobre, Manuel que era hábil carpinteiro, por volta de 1905, construiu a sua própria residência no centro da Vila de Campo Grande, onde também estabeleceu um pequeno comercio que se abastecia de produtos vindos de Corumbá, e de outros produtos agrícolas e pecuários produzidos na Vila. Esse comércio prosperou e, em poucos anos, adquirindo terras nas proximidades de Campo Grande, fundou a fazenda Cerradinho (onde hoje se localiza um bairro de mesmo nome) e se tornou importante comerciante e pecuarista da região.

## Política
Na política galgou também importantes cargos, como vereador em duas legislaturas, 1902 e 1913 e, intendente em 1904. Foi durante a sua administração que o município começou a ser organizado, estabelecendo o primeiro Código de Posturas e a estrutura inicial da administração pública municipal.
Em 1907, foi retomado o estudo do traçado ferroviário, São Paulo - Mato Grosso, Itapura - Corumbá, foi quando uma equipe de engenheiros encarregados dos estudos, percorrendo o novo traçado para reconhecimento, aqui chegaram. Manuel Ignácio, cheio de entusiasmo, se empenhou em convencer essa equipe que a pequena vila de Campo Grande, tinha condições para receber uma estação intermediária. Estação essa que mudaria por completo o curso da história desta cidade.
A partir de 1915, dedicou-se exclusivamente a atividade de pecuária.